# Куперен, Маргарита Антуанетта
Маргарита Антуанетта Куперен (фр. Marguerite-Antoinette Couperin; 1705—1778) — французская клавесинистка, первая женщина, занимавшая должность придворного музыканта короля Франции.

## Биография
Антуанетта родилась в семье профессиональных музыкантов (композиторов и исполнителей). Эта профессия передавалась в её семье из поколения в поколение. Впервые семья музыкантов Куперен упоминается в источнике 1366 года. Антуанетта родилась в Париже, её отцом был Франсуа Куперен. Выступать при дворе короля стала не позднее 1729 года (есть упоминание о ней в одном из номеров Mercure de France).
16 февраля 1730 года Куперен сменила своего отца, который ушел на пенсию, на должности клавесиниста царской палаты. В то время при французском дворе уходивший на пенсию мог завещать или продать свою должность кому-либо, чем и воспользовался Куперен-отец. В связи с юным возрастом и неопытностью, Антуанетта заняла младшую должность в иерархии придворных музыкантов.
Она стала первой женщиной в истории, занявшей такой пост при дворе. Позже она также была нанята как учительница игры на клавесине для дочерей Людовика XV.
25 ноября 1741 года Куперен продала свою должность другому музыканту за 6000 ливров, потому что сама была не в состоянии продолжать работу из-за слабого здоровья.